# Juan O'Gorman
Juan O'Gorman (Delegazione Coyoacán, 6 luglio 1905 – Città del Messico, 17 gennaio 1982) è stato un pittore e architetto messicano, noto per i suoi disegni a mosaico (murali) che decoravano le facciate degli edifici.

## Biografia

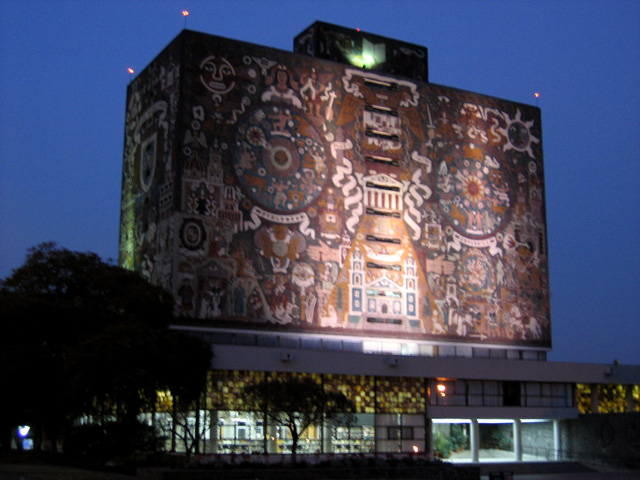
Murale della biblioteca
dell'Università nazionale autonoma del Messico (1953)

Da bambino O'Gorman si avvicinò all'arte e al disegno grazie al padre, Cecil Crawford O'Gorman, un noto pittore irlandese che si trasferì in Messico.

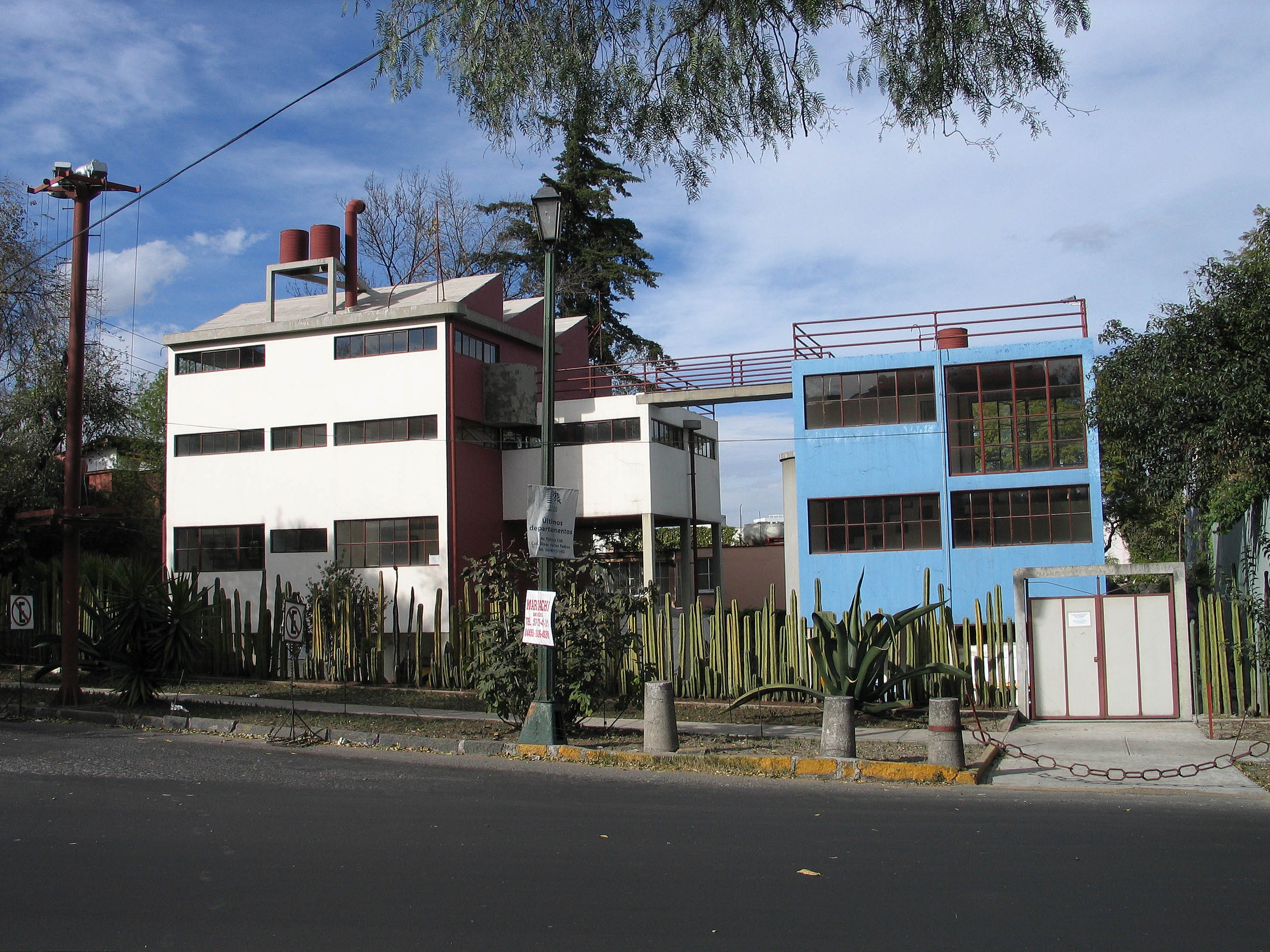
Casa di Diego Rivera e Frida Kahlo (1930), San Angel

Juan O'Gorman si dedicò inizialmente all'architettura, studiando alla scuola di architettura dell'Università nazionale autonoma del Messico a Città del Messico, laureandosi nel 1927.
E anche la sua prima attività fu la progettazione di case ed edifici, seguendo lo stile dell'architetto funzionalista Le Corbusier: O'Gorman si rivelò, agli inizi di carriera, un modernista rivoluzionario, proponendo un'architettura sociale e funzionalista che definì «ingegneria degli edifici», basata sul principio del «costo minimo e massima efficienza», come evidenziò la sua prima costruzione, a San Ángel (1929), per suo padre, che si rivelò anche il primo esempio di architettura modernista in Messico, seguito da un altro progetto importante eseguito per la casa del pittore e muralista Diego Rivera e della pittrice Frida Kahlo (1930).
Successivamente O'Gorman lavorò come capo disegnatore per Carlos Obregón Santacilia e per altri architetti a Città del Messico fino al 1932, anno in cui è assunse la direzione del Dipartimento per la costruzione di edifici a Città del Messico e il ruolo di insegnante di architettura all'Istituto politecnico nazionale.
A metà degli anni trenta O'Gorman iniziò a interessarsi alla pittura, creando raffigurazioni di tematica storica e nazionalistica sia nei dipinti a cavalletto sia nei murali. Le sue opere principali a Città del Messico comprendevano murali all'aeroporto di Città del Messico (1937-1938), che furono rimossi nel 1939 a causa del loro carattere anticlericale e antifascista.
O'Gorman è tornato all'architettura negli anni cinquanta, progettando l'esterno della biblioteca dell'Università nazionale autonoma del Messico (1953), dichiarata patrimonio mondiale dell'UNESCO: la biblioteca senza finestre mostrava una torre contenente pile di libri; la torre era decorata di mosaici in pietra naturale, che rappresentavano simbolicamente la storia della cultura messicana.
Negli stessi anni realizzò pregevoli mosaici per la Segreteria delle comunicazioni e dei lavori pubblici (1952) e per l'Hotel Posada de la Misión di Taxco (1955-1956).
La casa di O'Gorman, nei pressi di Città del Messico (1953-1956, distrutta nel 1969) era considerata il suo capolavoro. Era parzialmente costituita da una grotta naturale ed era disegnata per armonizzarsi con il paesaggio. Le decorazioni raffiguravano immagini della mitologia azteca, rappresentando un suo allontanamento dal funzionalismo in favore di un approccio che coniugava i moderni canoni architettonici con temi decorativi indigeni messicani, ed esprimendo il suo bisogno di organicità e di integrazione delle arti. Evidenti furono le influenze dell'architetto spagnolo modernista Antoni Gaudí.
O'Gorman, nell'arco della sua carriera, miscelò le due tendenze presenti nell'architettura messicana del XX secolo: da un lato un razionalismo spinto fino al purismo, dall'altro un nazionalismo legato alla tradizione prespagnola.
Continuò anche a dipingere e negli anni sessanta e anni settanta realizzò numerosi murali al Museo nazionale di storia nel Castello di Chapultepec, a Città del Messico.

## Opere
- Casa Cecil O'Gorman (1929);
- Museo casa studio Diego Rivera e Frida Kahlo (1930);
- Murale Storia di Michoacán, biblioteca Gertrudis Bocanegra, Pátzcuaro, Michoacán (1942);
- Murale Canto alla Patria, Indipendenza e progresso,  I liberatori, Segreteria delle comunicazioni e dei lavori pubblici (1952);
- Biblioteca dell'Università nazionale autonoma del Messico (1953);
- Casa Juan O'Gorman, Pedregal de San Ángel (1956).

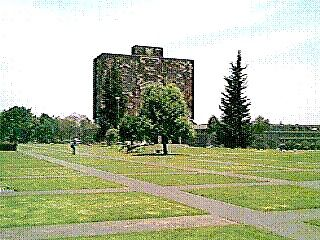
Biblioteca dell'Università nazionale autonoma del Messico (1953)
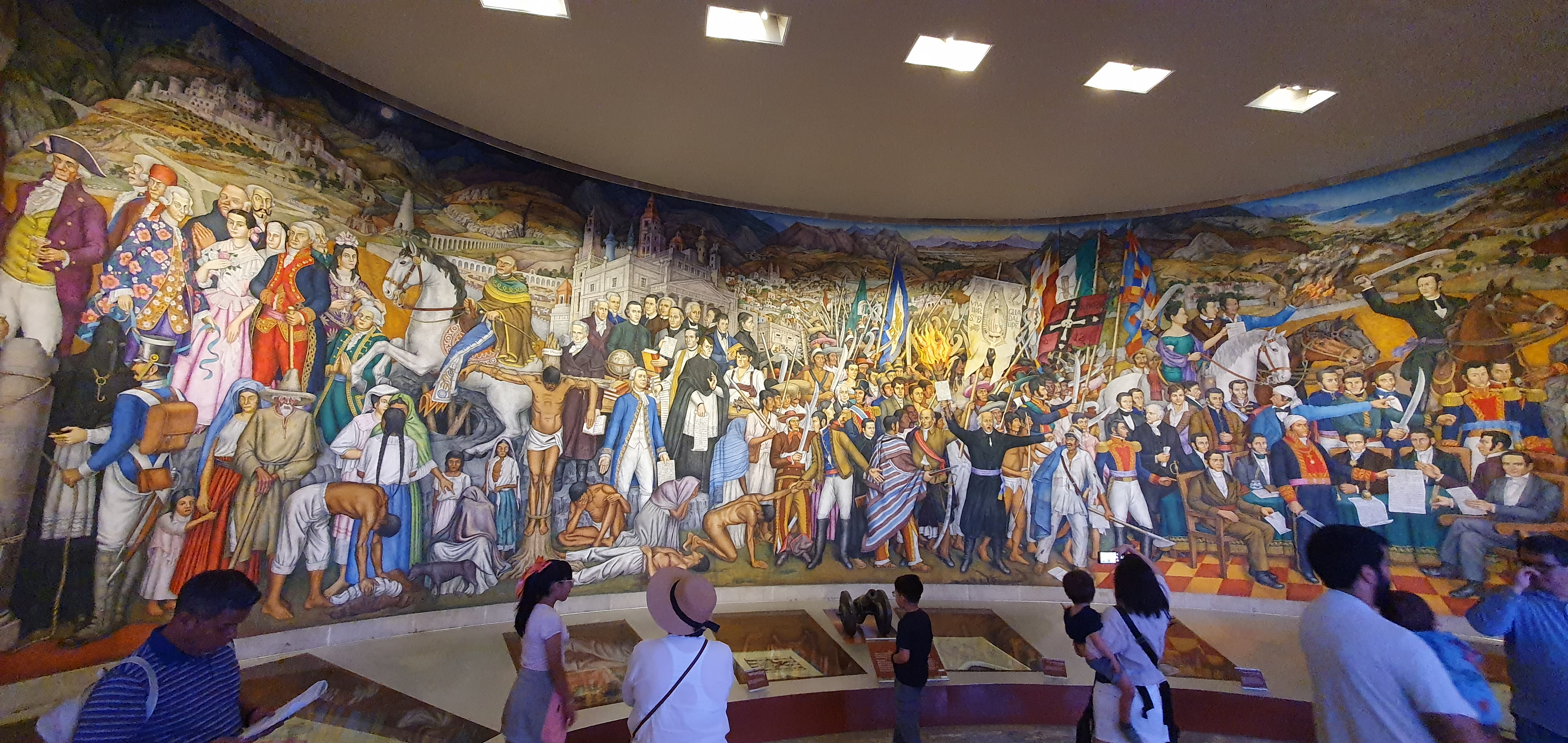
Murale Pala d'indipendenza, nel Castello di Chapultepec
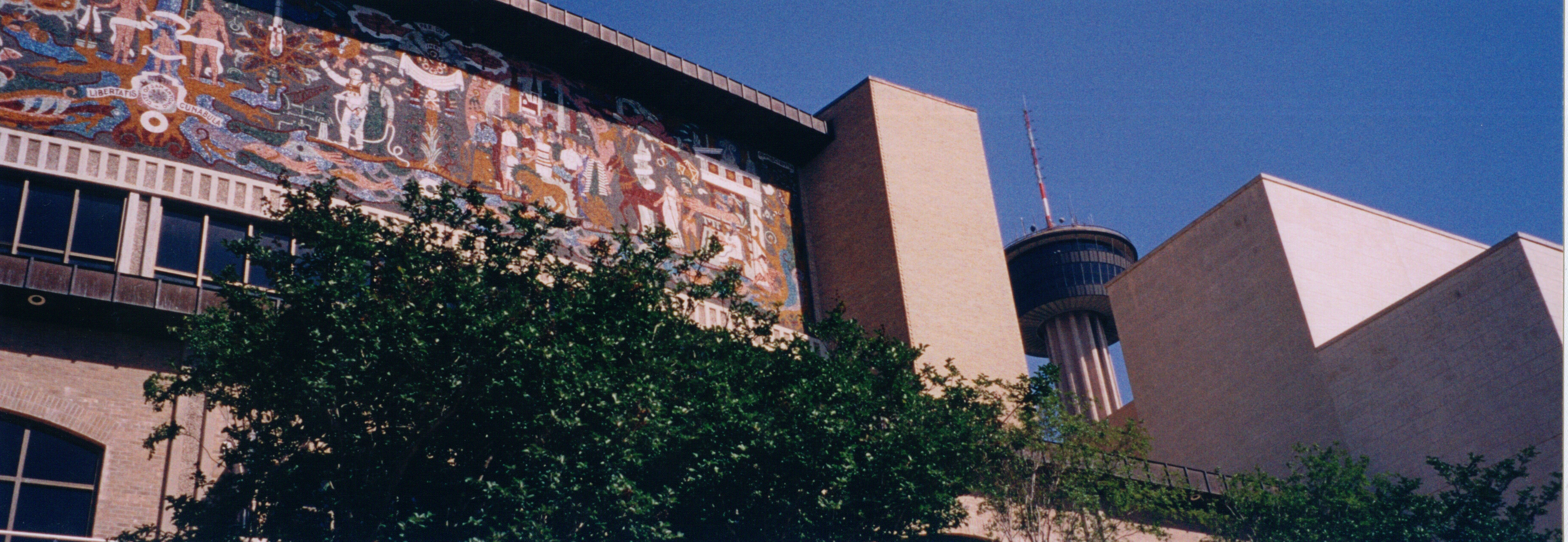
Lila Cockrell Theatre e il mosaico Confluenza delle civiltà nelle Americhe e sullo sfondo la Torre delle Americhe, San Antonio
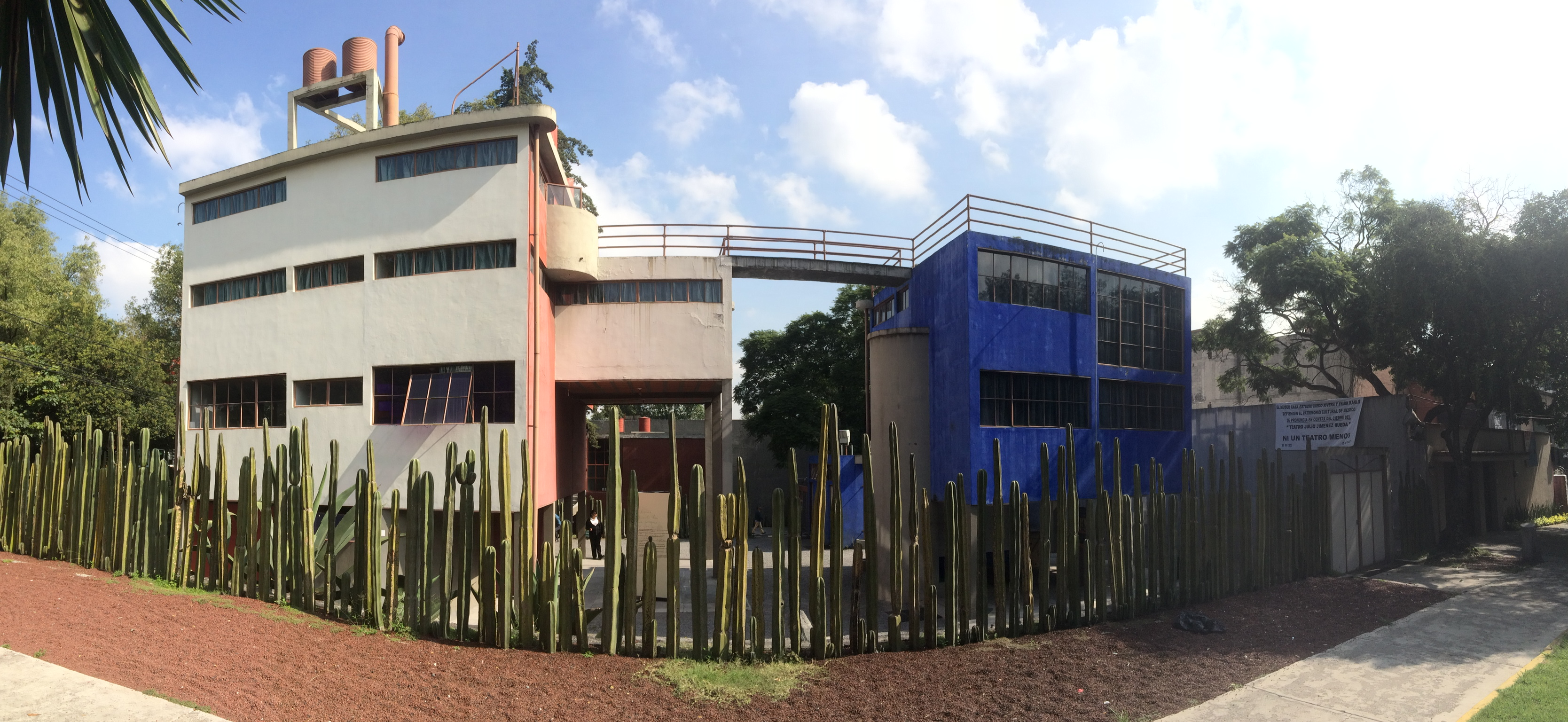
Vista esterna del Museo casa studio Diego Rivera e Frida Kahlo
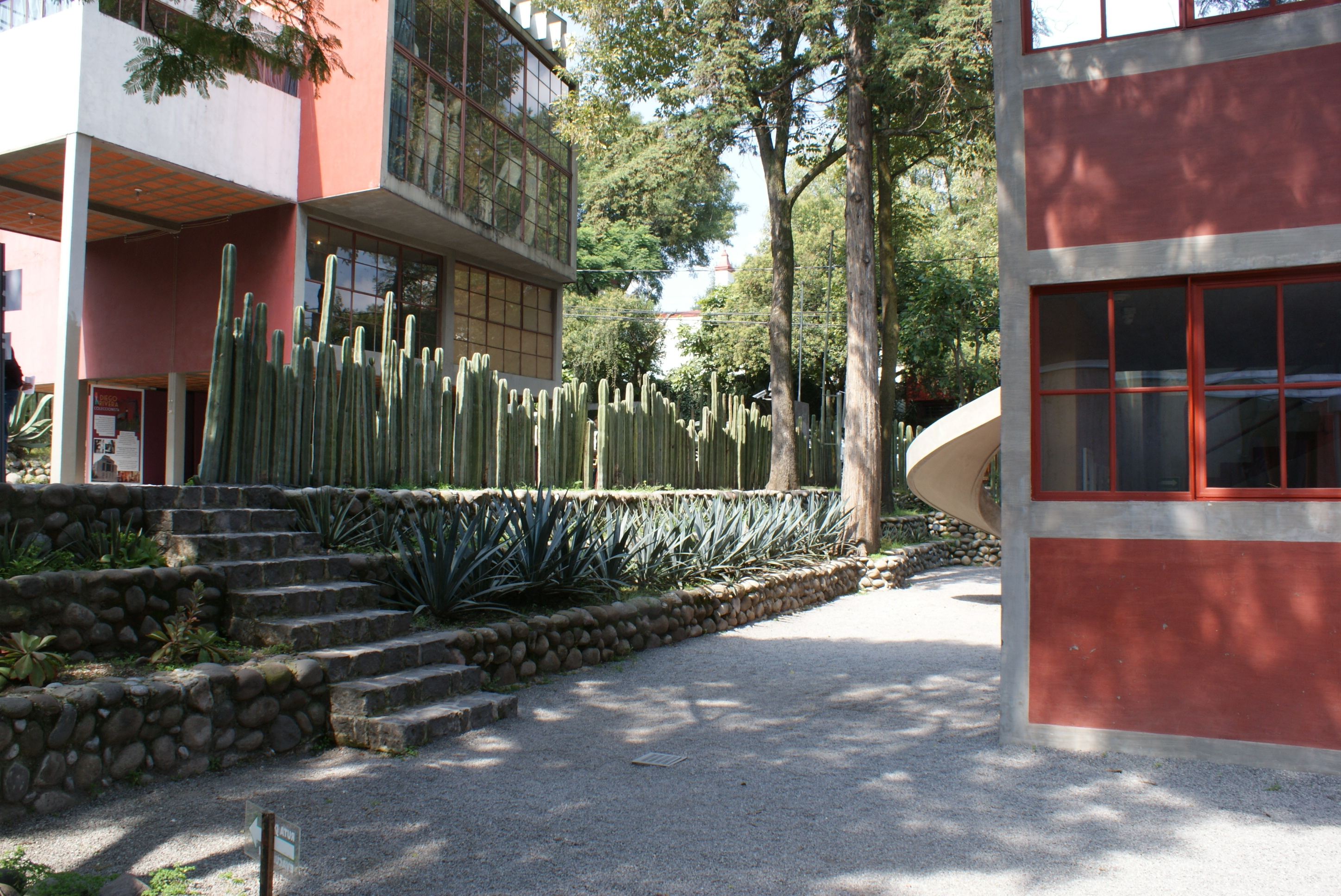
Muro di cactus che divide le case di Rivera e Kahlo e la casa di O'Gorman. Vista dal retro della casa di O'Gorman